# Antonio García Mengual
Antonio García Mengual (Barcelona, 1927 - Murcia, 2007) fue un escultor de la Región de Murcia.
Nació en Barcelona el 3 de abril de 1927 aunque con un año su familia se trasladó a vivir a Espinardo. A los 25 años obtuvo el diploma de Artes Plásticas en la escuela oficial de Artes y Oficios de Murcia. Su trabajo como escultor le supuso realizar numerosas imágenes religiosas en madera. Por otro lado, estuvo trabajando el mármol desde un estilo que continuaba las líneas iniciadas por José Planes. El 20 de junio de 2007 falleció por un disparo en su taller de Espinardo.

## Su obra

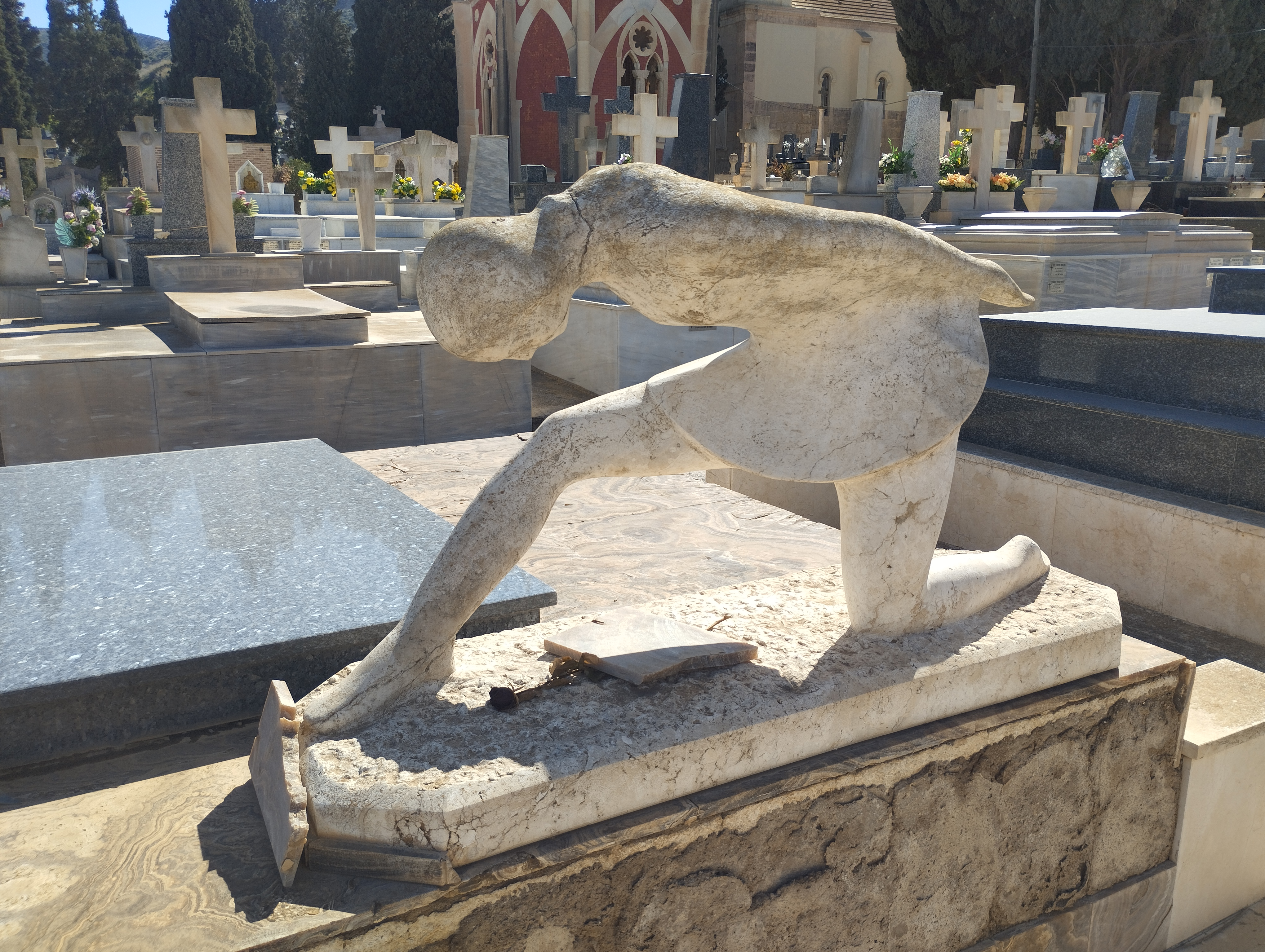
Escultura de una bailarina en el cementerio de Los Remedios de Cartagena, obra de García Mengual (1972).

Se encuentra expuesta en numerosas colecciones particulares e instituciones oficiales, así como en museos de las ciudades de Murcia, Madrid, Sevilla, Valladolid, Pontevedra, Barcelona y Nueva York. Su trabajo como imaginero se concentra sobre todos en los templos de la Región de Murcia.
Recibió a lo largo de su vida bastante reconocimiento a través de galardones y premios, algunos de ellos fueron: Primer premio de escultura Ciudad de Cartagena en 1973; Premio Anunciata en Valladolid en 1974; tercer premio I Bienal Internacional de Arte de Pontevedra en 1974; premio Línea de las Artes de Murcia en 1975; segundo premio II Bienal Internacional de Arte de Pontevedra en 1976; premio de Escultura Ciudad de Murcia en 1976; premio Salzillo en Murcia en 1978; segundo premio internacional de Escultura en el Deporte en Sevilla en 1979; primer premio IV Bienal Internacional de Arte de Pontevedra en 1980.
Entre su obra de imaginería se puede destacar el grupo procesional de La Lanzada (Cofradía Marraja) y la imagen de San Juan Evangelista (Resucitado) de Cartagena; la Piedad de la Iglesia del Convento del Carmen en Lorca;, el paso de la Santa Cena, las tallas de Poncio Pilatos y sirviente para el grupo escultórico del lavatorio de Pilatos, los relieves del trono del Santo Sepulcro [Totana] la Última Cena en Alhama de Murcia; la Última Cena y el Descendimiento en Cieza; el Cristo de las Penas en Murcia; el Ángel triunfante en Mula; el Resucitado y la Virgen del Amor Hermoso en Las Torres de Cotillas; Jesús del Rescate en Beniaján; la Santa Cena, la Oración del Huerto y el Beso de Judas en Abarán; el Lavatorio, el Prendimiento, la Sentencia y la Flagelación en Alicante; la Conversión de María Magdalena en Orihuela; María Santísima de la Redención en Granada; así como abundantes obras en los desfiles procesionales de Lorca, Abarán, Alhama, Cieza, Mula y San Pedro del Pinatar.